# 天国の恋
『天国の恋』（てんごくのこい）は、東海テレビ制作によるフジテレビ系列の昼の帯ドラマ枠にて、2013年10月28日から12月27日まで毎週月曜 - 金曜13:30 - 14:00（JST）に放送された日本のテレビドラマ。全45回。

## 概要
脚本は中島丈博が「エロスと死」をテーマに書き下ろし。「自由に魂をきらめかせて生きたいというアラフォー女性の憧れの姿を描きたかった」とのこと。神保悟志、毬谷友子、石田純一、松田賢二の4名は先に役者を決め、その役者をイメージしながら台本を書く「当て書き」をしている。キャスティングは『赤い糸の女』（2012年放送）から石田純一と毬谷友子、『牡丹と薔薇』（2004年放送）から神保悟志、大河内奈々子、川上麻衣子、北原佐和子、『新・愛の嵐』（2002年放送）の石原良純、『偽りの花園』（2006年放送）から松田賢二と山口いづみ、『麗わしき鬼』（2007年放送）『明日の光をつかめ』（2011年ほか3回放送）から山下容莉枝、『さくら心中』（2011年放送）から小野真弓、『はるちゃん』（1996年ほか6回放送）から中原果南など、過去の話題作に出演していた人物が揃っている。これはこの作品を2014年で50周年を迎える東海テレビ昼ドラの集大成にしたいと考えた東海テレビの服部宣之プロデューサーがキャスティングしたものである。
しかし、中島丈博は、『天国の恋』と同時進行でCSでの『牡丹と薔薇』の再放送を見ているが、比較すると『牡丹と薔薇』の方が丁寧に作られている。この10年でドラマの制作環境が大幅に変わり、最近は演技者を大切にしてないのではないか。目先の能率主義に囚われずに丁寧に見応えのあるものを作って欲しい、と苦言を呈している。
埴生斎役の床嶋佳子はオムニバスの『天使の代理人』を除けばこの枠での初主演となる。オープニング動画は海老原邦英役の石田純一が監督した。床嶋佳子の相手役はジャニーズ事務所所属の内博貴と高田翔。ジャニーズ事務所所属のタレントのこの枠への出演は1997年放送の『砂の城』に出演した佐藤アツヒロ以来16年ぶりとなる。
物語は時系列ごとに進行せず、現代の物語中に過去の日記を読んだり、過去を振り返るシーンが出てくる際に過去の物語が描かれる。
毎日放送後に東海テレビ昼ドラ公式Twitterにて当日の名台詞を募集し、翌日の放送内にデータ放送にて発表され、1週ごとに公式サイトに掲載される。なお、第1話の「俺とラブしてくれませんか?」は当日のTwitterのトレンドにあがった。
オープニング動画及び公式サイトは第1話から第21話まではタイトルが水色で書かれ、サイトも水色を基調としたデザインであったが、第22話からはオープニング動画及び公式サイトのタイトル文字とデザインは黄色に変更された。
キャッチコピーは、「溺れる。」

## あらすじ
古本屋を経営する埴生郷治と妻・斎は14歳の娘・美亜がいるものの冷え切った仮面夫婦だった。斎はある日、官能小説を万引きしようとした青年志田元春を捕まえ損ね、元春の股間を触ってしまう。後日、元春の免許証を返しに行った際、元春に口説かれ忘れていた自らの「女」の部分が蘇り、元春と関係を持つ。実家に戻った斎は葬儀の司会業に就き、実母・浅妻徳美の家で暮らしている元春と交際を続けた。高校の同級生・美波フォーブスから、斎の初恋の男性・国友聡が死去していたことと、葬儀社の社長・薦田時夫の長男・薦田潮が聡と瓜二つだと聞かされた矢先、潮と斎は出会い惹かれあい、斎の中の「女」という感情は更に高鳴る。潮は斎の異母妹・梢の恋人であったが二人は恋に落ちてゆく。二人の若い男と交際する斎だが、離婚が成立し美亜の母親としての自覚と葛藤から、潮との縁談を断り、梢と結婚するよう約束する。元春は潮と梢の披露宴会場に乱入、ウェディングケーキのナイフが胸に刺さり死亡してしまう。斎はかつて心から愛した養父母、弟、初恋の男性がみな不慮の死を遂げていた過去のトラウマを思い出す。
元春の葬儀から2年後、斎は異母兄・瑞彦の診療所を手伝いながら診療所の2階で美亜と暮らし、エンバーミングの資格取得をしていた。斎と潮は会うこともなく、潮は新婚旅行先で梢に夫婦関係は結ばないと宣言。梢は夫婦のセックスレスを朔子に相談、潮に家をめちゃくちゃにすると宣言。診療所の患者が急死し、斎は初めてエンバーミングを手がける。日菜子は斎一家と過ごすことが増えた瑞彦を斎と近親相姦関係にあると疑い、嫉妬する。梢は潮に睡眠薬を飲ませ、遺骨ペンダントのチェーンを切りつけるが、途端に火花が散り意識を失った梢は入院。同時刻に斎のペンダントもチェーンが切れていた。梢は舅・時夫と肉体関係を持ち密会を続ける。瑞彦のはからいで潮と斎は2年ぶりに再会、魂の愛を誓い合う。梢は時夫の子を妊娠。海老原家が梢の妊娠騒動で大騒ぎとなり、範子が時夫と梢から暴力を振るわれる最中、潮と斎は鏡の中から突風が吹き、ペアのペンダントをかざすと風が止み、互いの顔が見えるという超常現象を体験していた。二人は逢引きがいつでもできると喜ぶ。梢と時夫の暴力に耐えかねた範子は多鶴子と朔子を巻き込み、斎を殺害する計画を…。火葬寸前に潮が斎を救うが、範子が雇った男ともみあいになり脳挫傷を起こした徳美は手術の甲斐なく死亡。範子は逮捕。斎は徳美の葬儀の前に徳美・斎・潮の持つ友也の遺骨が割れていることに気づく、もうペンダントに鏡を通じた密会を起す力はなかった。斎と潮は自らの崇高愛を責める日々が続き、二人は別れる。

## キャスト

### 埴生家
埴生 斎（はにゅう いつき）→海老原 斎（えびはら いつき）〈41→43〉
演 - 床嶋佳子（高校時代：小宮有紗）
主人公。邦英と徳美の不倫の末生まれた娘。郷治の妻、美亜の母。弟の友也と共に長沢家に養子に出されるが、長沢夫妻の死後は実父が居る海老原家に引き取られ育つ。久しぶりに異母妹・朔子らと会い、生き生きと暮らす彼らに影響を受け家を出ることを決意するが、美亜から同行を断られる。電話で元春を呼び出し関係を持ったことにより自信をつけ、14年ぶりに日吉にある海老原家に戻る。徳美が美亜を連れ去り口論となった際に、初めて徳美を「お母さん」と呼ぶ。自立のためコモタセレモニーで葬儀専門司会者として勤務。仕事の後、元春に抱かれる日々が続く最中、初恋の男・聡に瓜二つの潮と出会い、恋に落ちてゆく。離婚届を美亜から受け取り提出、海老原姓を名乗る。元春の死後、美亜を引き取り瑞彦が経営する診療所を手伝いながらエンバーミングの資格を取得し、初仕事が順調に終了。遺骨ペンダントのチェーンの同じ位置が潮のものと同時刻に切れたこと、潮夫妻に夫婦関係がないことを知り驚く。2年ぶりに潮と再会。範子の復讐のターゲットとなり生きながら火葬される寸前に潮により救われた。邦英に潮との崇高愛を叱責され、徳美の死に責任を感じ己を責める日々が続く。友也の遺骨ペンダントと徳美が持っていた遺骨を徳美の骨壷に入れ、納骨する。
埴生 郷治（はにゅう ごうじ）
演 - ダンカン
斎の夫。早稲田にある古書店の范乎堂店主。斎と出会った大学生の頃のような知的さや演劇熱はみじんも残らぬ万引き犯を捕まえるだけが生きがいの男。離婚したがる斎に娘の美亜を渡す気はない。盗み読みをした斎の日記に記された聡の存在を嫉妬している。離婚届を美亜に届けさせるが、斎が元春と交際してると知ると離婚しないと言い出すが、離婚届は提出されたと聞き後悔。美亜が家出をすると海老原家に乗り込み「くそブルジョアめ」と捨て台詞を残し立ち去る（第1話 - 第3話、第7話 - 第8話、第12話、第22話、第24話）。
埴生 幹子（はにゅう みきこ）
演 - 丘みつ子
郷治の母。店番や家事を殆どしない嫁の斎との仲は悪く、孫の美亜に斎の悪口を吹き込む始末。范乎堂の跡取りである美亜を斎に渡す気は毛頭ない。その意地の悪そうな風貌から、斎の結婚披露宴で初対面した英明からは嫌われている。美亜が斎と暮らす際にも「斎は死神だから葬式の仕事は似合っている」と美亜に言う。
埴生 美亜（はにゅう みあ）〈14→16〉
演 - 大出菜々子
郷治と斎の娘、卓球部所属の中学生。同居の祖母・幹子から聞かされる斎の悪口を真に受けている。斎と郷治の不仲に心を痛めており、斎が家を出る際に一緒に行こうと言われるが「死神と一緒に居ても幸せになれない」と断る。ある日、帰宅途中を母方の祖母・徳美と元春により連れ去られたこともあったが、しばしば徳美のマンションを訪ね、斎ら4人と楽しい時間を過ごす。郷治から斎に手渡すよう言われた物が離婚届と知りショックを受ける。両親の離婚が原因で学校に居づらくなり家出をし「お母さんと二人で暮らしたい」と斎に心中を吐露。中学卒業後は斎と一緒に暮らしているが、反抗期まっしぐら。診療所で出会った勝一のカメラに興味を持ち、勝一にカメラ操作を習う。親子ほど年の差がある勝一を「ボーイフレンド」と祖母・徳美に紹介する。徳美の死後は斎を避けるようになり、海外取材の助手としてついて行きたいと勝一に願い出る。邦英に太一を紹介されると「あなたのヌードが撮りたい」と言い出し太一を驚かせるが、その後は親しくする。

### 薦田家・コモタセレモニー
薦田 潮（こもた うしお）〈27→29〉
演 - 内博貴
時夫と範子の一人息子。斎の初恋の男性・聡に瓜二つ。家業を嫌がり、外資系製薬会社で医薬情報担当者（MR）として勤務している。斎の異母妹・梢と交際中。出会ってすぐに斎に惹かれ、友人の葬儀の司会をした斎の姿を「言葉で死者と生者を繋ぐ現代の巫女」と称える。「死んでも生きてる」は斎への口説き文句。情熱的に斎にアタックし、交際する。斎から愛の証として友也の遺骨ペンダントを贈られる。斎を愛し始めてから梢は疎ましい存在となる。斎との約束を守り、梢と偽装結婚することに。2年後、製薬会社を退職し海老原会総合病院の事務長となる。斎との約束を守り、常に遺骨ペンダントを身につけ、梢と結婚後は斎との愛のため夫婦関係を持っていない。斎と2年ぶりに再会するが肉体関係は持っていない。父・時夫と梢の情事にも無関心。斎との情事の最中、梢の子は時夫の子だと暴露。母・範子が斎殺害を計画した頃から悪い予感を感じ、斎の側を離れなかった。海老原会総合病院を退職し製薬会社に再就職。実刑が決まった範子を気遣う。
薦田 時夫（こもた ときお）〈63→65〉
演 - 神保悟志
潮の父、葬儀会社コモタセレモニー社長。鼻先でかけている眼鏡が特徴的。海老原会総合病院と提携している。成金趣味だが情にもろい一面もある。邦英に依頼され事務担当として斎を雇う予定だったが、斎の願いにより葬儀司会者として雇う。研修期間を終え、葬儀司会者として立派に仕事をこなす斎に感心したが、次第に長く感情移入しすぎる葬儀の演出に腹を立て、不快に思う。一方で邦英に斎を褒めちぎり、熊の手をプレゼントし、秘密パーティに誘う。邦英から斎と潮を結婚させないなら提携を打ち切ると言われ、斎に辛く当たる。潮の結婚式で元春が死亡し、斎を気味悪く思う一方、斎のエンバーミング学習の援助を行った。なかなか子供の出来ない潮夫妻に刺激を与えようと、若い頃、範子と霊柩車の中でセックスした逸話を話す。かねてより嫁・梢を性的な目で見ていたが、入院をきっかけに肉体関係を持ち、梢が妊娠すると潮に懇願し潮の子としてもらうが、範子に暴力を振るうように。邦英からは顔を踏みつけられながら叱責される。故人の遺体を別の車中で発見し、範子が起した事件を知る。範子の事件のためコモタセレモニーは閑古鳥が鳴く。それでも、梢との間に生まれた子供の子育てに夢中になる日々を送る。
薦田 範子（こもた のりこ） <58→60>
演 - 山下容莉枝
時夫の妻、潮の母。コモタセレモニー専務。下品な言動が多く、一人息子の潮を溺愛気味。斎をよく思っていない。お茶はティーバッグを愛用、家族の料理はスーパーマーケットで購入したお惣菜を温めるだけ。司会のお礼に葬家から斎に贈られたブラウスを踏みつける。潮と斎の関係を知ると時夫と共に怒り狂い、「映画で見たクモ女みたい」と斎を揶揄し、今後一切潮と連絡を取るなと斎を脅迫する。多鶴子からの電話により、潮夫妻が結婚後一度も夫婦関係がないことを知り、斎への憎しみは更に強くなる。嫁の梢は可愛がっていたが、次第に梢が範子に厳しい態度で接するように。梢の妊娠を知ると相手が誰なのかを突き止めようと海老原家に乗り込み多鶴子と朔子と「すべて斎が悪い」という結果を出すが、時夫からも梢からも暴力を振るわれ、耐えかねて訪れた海老原家にて斎の殺害を決意。時夫と梢の情事を目撃してしまう。斎を遺体とすり替え火葬して殺害しようと男を雇い実行するが失敗、殺人未遂容疑にて逮捕、懲役4年の実刑が下る。
西尾 宙太（にしお ちゅうた）
演 - 浅見小四郎
コモタセレモニー職員、葬儀一式の担当責任者。斎は西尾が司会をする葬儀を見学し、死と向き合うこの職業へ就こうという決意をした。斎に親切に葬儀社の仕事を教えていたが、時夫同様に斎の司会の演出に不満を持ちはじめ、斎のナルシストっぷりから「ナルちゃん」と呼ぶ。
葛城（かつらぎ）
演 - 心愛
コモタセレモニー職員。西尾たちの仕事を手伝っている。

### 海老原家
海老原 邦英（えびはら くにひで）〈67→69〉
演 - 石田純一
海老原会総合病院院長。多鶴子の夫、斎と友也の実父。若い頃から徳美を愛人にしていた。本人曰く20年前から接触はない。医大時代の親友・昌利夫妻に斎と友也を養子に出すが、昌利が死去すると海老原家に引き取る。妻の多鶴子には頭が上がらない。伊勢神宮の天照大神に仕える巫女の名から斎と名づけた。部下の医師との縁談が進んでいた最中に斎と結婚してしまった郷治とその母・幹子を嫌っている。一回り以上年の離れた元春と交際する斎を心配する。斎、梢、潮の関係を知ると、梢は斎に負けたのだからと潮と斎を結婚させようとするが、斎は断り、梢と潮を結婚させることに。梢夫妻のセックスレス問題については多鶴子らとは違いバカらしいと相手にせず、斎を庇うが、念のため斎に潮夫妻のセックスレスを知らせる。梢の妊娠騒動に頭を抱え、他言しないようにと家族に釘を刺す。徳美の死後、斎と潮の崇高愛が生んだ悲劇だと斎を叱る。
海老原 多鶴子（えびはら たづこ）〈65→67〉
演 - 山口いづみ
邦英の妻。資産家の家に生まれ、邦英の開院の際に多額の援助を行った。若い頃から和装が多い。現在は変形性膝関節症を患っている。成人後も朔子と梢を溺愛し、ほぼ二人の言いなり。一方斎は高校生の頃から憎悪している。プライドが高く、養父母を失った斎たちを引き取るのを渋々許す。邦英と徳美が実の親子の名乗りをあげるのには強く反対したが、徳美が勝手に実母と名乗り出てからは斎と距離を置く。斎が海老原家に戻ると、高校時代に朔子の嫌がらせにより取り上げた伊代のアクセサリーを斎に返却した。斎が葬儀の仕事をすることを汚らわしいと嫌う。斎と元春の関係を知り、梢の恋人・潮と斎が関係があることや友也の遺骨が掘り起こされたことを知ると斎への怒りは沸点に達する。2年後、梢夫妻の問題を知ると「斎にはご注意あそばせ」と範子に忠告の電話をする。梢が時夫の子を妊娠していると知ると卒倒し、範子に今までの斎への恨みを吐露する。範子の斎殺害計画を知るが、朔子との秘密にしていた。計画実行後は範子に冷たく当たり、徳美が死亡すると家族の前では斎を気遣うふりをし、朔子だけに「終わったわね」と言う。
海老原 朔子（えびはら さくこ）〈40→42〉
演 - 川上麻衣子（少女期：秋月三佳）
海老原家の長女、斎の異母妹。斎が海老原家に引き取られた際は何かにつけ斎をいじめていた。現在は息子・太一を連れ実家に出戻り居候中、無職。斎のアラフォー仲間。海老原家の人間に斎と元春の交際、潮と斎の関係を暴露し梢や多鶴子に斎を悪人にしようと焚きつける。梢が結婚後一度も潮とセックスをしていないと打ち明けられ、潮を叱り付けたが、この話も海老原家の人間に暴露した挙句、瑞彦夫妻に子供が出来ないのも斎が原因と吹き込み、日菜子を焚きつける。梢と時夫の妊娠も斎のせいだと騒ぎ立て、範子が斎殺害計画するきっかけを作ってしまう。美波のワインバーで乱闘騒ぎを起した際、勝一にカメラでからかわれる。母・多鶴子同様に斎殺害計画を事前に知っていた。事件後は多鶴子に「一番いい終わり方」とこぼす。話題の中心に常に居たいトラブルメーカー、噂話や根も葉もない悪口を好む。恋人はいない。家では殆どガウン姿で過ごす。
海老原〔薦田〕梢（えびはら〔こもた〕こずえ）〈26→28〉
演 - 沢井美優（幼年期：梅崎音羽）
海老原家の次女、斎の異母妹。潮の恋人。幼い頃は斎とは年も離れており事情を知らずよく懐いていた。アリゾナの大学に留学後、外資系製薬会社に勤務していたが退職し、英語力を生かし外国人向けのツアーガイドのアルバイトをしている。朔子から斎と潮の交際を聞き無関心を装っていたが、次第に斎に憎しみを抱く。偽装結婚とは知らず潮と結婚でき上機嫌に。披露宴では元春が目の前で死亡し、結婚後2年しても夫婦関係を結んでもらえない。舅・時夫に色目を使ったり、若い男を夫婦の寝室に連れ込んだりと奔放な行動をしていたが、潮のネックレスを切った際に失神し入院。入院をきっかけに時夫と肉体関係を持ち逢瀬を重ね妊娠。海老原家の家族に時夫の子を生むと宣言すると、姑・範子を「カピバラ女」と罵り、暴力を振るい始め、時夫とは夫婦気取りの生活に。斎の事件後、潮から離婚を告げられるが年老いた時夫の面倒を見る気もないとふてぶてしく断る。その後男児を出産。出産後。体重が戻らないことを気にしながらも、間食がやめられない。
海老原 瑞彦（えびはら みずひこ）
演 - 松田賢二（青年期：南羽翔平）
海老原家の長男、斎の異母兄。海老原家に引き取られた斎に恋心を抱き、妹・朔子のいじめから斎を守る。異母兄妹と知ってから駆け落ちを試みたことも。総合病院形式をやめ、老人医療に特化する病院にしようと考える父・邦英と対立する。緑区に診療所を開設することを決めみどり診療所を開設。斎に仕事を手伝わないかと誘う。潮をめぐる争いの結果として邦英が斎と潮を結婚させると知ると「大岡裁きだ」と呟く。斎が診療所を手伝うようになると、診療所2階にある斎の部屋で夕食を済ますことが多くなる。患者だった岩根の葬儀を期に、岩根の長男・勝一と親しくなる。勝一の写真集出版記念会に斎を誘い、潮にも顔を出すよう声をかけ、再会のきっかけを作った。梢を診察し、妊娠したと診断。邦英と同様に何かと斎を庇っている。
海老原 日菜子（えびはら ひなこ）
演 - 小野真弓
瑞彦の妻。跡取りがいないことをプレッシャーに感じている。朔子によると「いつも笑顔だが本心は何を考えているのかわからない人物」。義妹にあたる年上の斎と朔子を「お姉様」と呼ぶ。潮と斎と梢をめぐる海老原家の騒動には加わらなかったが、診療所開設後は家で夕食を取らなくなった瑞彦を斎が原因ではと心配する。診療所を訪ね、斎の指に刺さったウニの棘を吸い出す様子を目撃し逃げ出す。その後は一時的に瑞彦と斎の近親相姦を一方的に疑い、朔子からの瑞彦についての言葉に心が休まらない日々が続いた。
海老原 太一（えびはら たいち）〈14→16〉
演 - 岡亮
朔子と前夫との息子。別居中の朔子が学校前で待ち伏せをして海老原家に連れてきた。高校生になると縄文遺跡に興味を持つ。
玉木 澄子（たまき すみこ）
演 - 平田まり
海老原家の住み込み家政婦。多鶴子が結婚の際に実家から連れてきた。海老原家の人々からは「スミさん」「おスミさん」と呼ばれている。斎たちが海老原家に引き取られた頃は斎たちと徳美が会えるようこっそり取り計らっていた。

### 長沢家
長沢 昌利（ながさわ まさとし）
演 - 石原良純
斎と友也の養父。静岡県清水市（現・静岡市清水区）にある長沢産婦人科院長。無精子症のため子供ができず、医大時代の親友・邦英の愛人・徳美が妊娠すると自らの病院に入院させ、出産後は実子として戸籍を登録。伊代に先立たれた後は酒びたりの日々に。妊娠した美波の診察をしている。斎と湖に釣りに出かけた際、ボートから転落した斎を救い岸まで辿り着くが溺死してしまう。死後、開業の際のローンは邦英が支払った。（第2話-4話,16話，27話）
長沢 伊代（ながさわ いよ）
演 - 大河内奈々子（友情出演）
斎と友也の養母。斎が高校の修学旅行で着て行く服を購入した後、自宅で脳梗塞発作を起し亡くなる。伊代が購入した服は現在も斎が大切に保管している。彫金細工を趣味としており、数多くのアクセサリーを斎が形見として受け取った（第2，3話）。

### 徳美と周囲の人物
浅妻 徳美（あさづま とくみ）〈71→73〉
演 - 毬谷友子
斎と友也の実母、邦英の元愛人。海老原会総合病院看護婦長。病院創立時代からのスタッフだが70歳を越えた現在は依託職員。常に濃い化粧をしている。かなりエキセントリックな性格のため周囲を常に困らせている。邦英夫妻が斎たちに実親の名乗りをあげるか迷う最中、勝手に実母と名乗りDNA鑑定の結果まで斎に見せ付け、押し付けがましい愛情を嫌い斎たちに避けられる。若い頃からスピリチュアル占いに夢中になり、自ら祈祷も行う。元春と意気投合し同居を開始、友也が戻ってきたようだと喜び、斎や美亜が家に訪ねて来るようになり上機嫌。斎と美亜を引き取り4人で暮らすのが夢だったが…。2年後は一人暮らしをしつつ仕事を続けている。梢が潮の子を妊娠したと知ると怒り、潮を蹴り飛ばす。斎の命が危ないと鞆音のお告げを聞くと何とか自体を止め様と動き出すが、範子が雇った男ともみ合いになり頭を強打。手術の甲斐なく邦英・斎・美亜に見守られ「天国へ行きたい」を口ずさみながら死去。その手には友也の遺骨が入ったお守りが握られていた。葬儀は美波の店にて賑やかにとり行われた。
長沢 友也（ながさわ ともや）
演 - 亜蓮
邦英と徳美の息子、斎の弟。斎と共に昌利夫妻の養子となる。昌利夫妻の死後は斎とともに海老原家に引き取られる。転校先の中学に健康診断と称し押しかけたり、プレゼントを押し付け身体をべたべた触る徳美を気味悪がり、実母だと知っても倦厭する。ある日、登校前に高熱を出し海老原会総合病院で診察を受け、無理やり徳美により入院させられる。病院を抜け出した深夜、トラックに轢かれ死亡。大きな祭壇が徳美の祈祷部屋にある。鞆音のお告げにより死後24年経過して遺骨は墓から掘り出し徳美の家に置かれ、斎はペアの遺骨ペンダントを作成するが、この遺骨ペンダントが数々の数奇な出来事を生み出す（第2話-第7話）。
志田 元春（しだ もとはる）〈27〉
演 - 高田翔（ジャニーズJr）
ミュージシャンを志し3年前に熊本から上京、非正規雇用で食いつなぐ青年。弥生の官能小説のファン。濃い胸毛とヒゲ面、少々汚らしい雰囲気が特徴。人懐っこく単純な性格。幼い頃に両親に先立たれたことから年上女性に興味があり、万引き現場を取り押さえられた斎を気に入り恋に落ちてゆく。斎の思い出の曲『天国へ行きたい』を知っていたことから二人の仲は深まる。斎への口説き文句は「天国に行こう」。斎のアラフォー仲間から「志田ちゃん」と可愛がられている。斎の実母・徳美に気に入られ蒲田のアパートを引き払い同居する。斎の娘・美亜からも気に入られ懐かれる。斎の様子から新たな恋人が出来たことを察知。斎が作ったペアの遺骨ペンダントを欲しがる。美波のバーで潮と知り合い、サウナで潮から遺骨ペンダントを奪うが、持つべき人が持たないと命が危ないと徳美から言われ潮に返そうとするが出張で行き違いに。披露宴会場に乱入し、返却を試みるが式場係員ともみ合いとなった際にウェディングケーキのナイフが胸に刺さり死去。斎の司会による音楽葬がコモタセレモニーにて行われた（第1話-第28話）。

### 斎と朔子のアラフォー仲間
美波 フォーブス（みなみ フォーブス）〈41→43〉
演 - 中原果南（高校時代：優希）
斎の高校時代の同級生、旧姓・小山内。高校時代、交際相手がいたが熱烈に聡に恋をしており、聡との交際や妊娠をわざと騒ぎ立て、斎や学校を困惑させる。妊娠の相手は別の男であった。後に彩子の常連顧客として斎と再会。現在は都内と神奈川県内でレストランやバーを経営している。夫・タイタンとは25歳年が離れており、夫婦の年の差を弥生たちにからかわれる。どこか達観した面があり、常に冷静にアラフォー仲間を見ている。
江上 彩子（えがみ あやこ）
演 - 北原佐和子
ジュエリーデザイナー。若い男が大好きな肉食系独身女性、年中新たな若い男を連れて歩いている。朔子と共に多鶴子に斎と元春の関係を告げ口する。「ざましょ?」「あそばして」などの口調が特徴的。組み合わせるとハート型になるペアの遺骨ペンダントを斎から依頼され制作する。元春の死の原因はペンダントの呪いが原因だとアラフォー仲間に言う。チェーンが切れたペンダントを霊的に神聖と考え白装束に着替え美波の店で修理する。勝一に興味を持つがそっけなくあしらわれる。勝一がインポテンツだとわかると「おったまげ村の村長になった気分でございます」と言う。
宮畑 弥生（みやはた やよい）
演 - 小原正子（クワバタオハラ）
小説家。主に官能小説を執筆している。既婚だが小説のネタと称して若い男を誘い遊んでいる。元春のような少々汚らしい雰囲気の若い男が好み。元春を口説こうと考えていたが全く相手にされなかったが、その後も元春を可愛がっており、美波のバーで元春のライブを企画し、ライブの終盤「歌う万引き青年、愛すべき非正規労働者」と元春を客に紹介した。若い男に飽きた頃、瑞彦と勝一に興味を持つ。斎の事件を知ると小説化を考え、斎と潮の恋愛を基にした『愛と死の戯れ』が大ヒット。その金で斎と潮が別れた記念の花火を打ち上げる。

### みどり診療所の関連人物
磯原美咲（いそはら　みさき）
演 - 土谷春陽
瑞彦が開設したみどり診療所の看護士。訛りのある話し方や所作が特徴的。患者に対して敬語は使わない（第28話-第44話）。
森　岩根（もり　いわね）
演 - 石山雄大
みどり診療所の患者。俳句を好み、陽気な性格で瑞彦や美咲を笑わせていたが、妻・直子の留守中に餅を喉に詰まらせ、瑞彦の処置の甲斐なく死去。エンディングノートに喪主はシリアに居る長男・勝一を記載していた。直子の要望によりエンバーミング処置を依頼され、斎が資格取得後初めてエンバーミング処置を行った。葬儀は斎の司会によりコモタセレモニーにて行われた（第28-32話）。
森　勝一（もり　かついち）
演 - 樋口隆則
岩根の長男、海外取材がメインの報道カメラマン。シリア内戦の取材中に父・岩根が死亡し急遽帰国。エンバーミングされた岩根を見て「不自然なことだ、遺体の冒涜だ」と怒りだすが、シリアで酷い死体を沢山見てきたせいで岩根の遺体も酷いことになってると想像していたからだと斎に謝罪。岩根の葬儀をきっかけに瑞彦と親しくなり、エチオピアの少数民族を題材にした写真集の出版記念会に瑞彦を誘う。会場にやってきた斎を魅力的だと褒める。岩根が世話になった瑞彦の診療所を訪れ、斎と再会。カメラの扱い方を教えている美亜に慕われている。斎に思いを寄せており、こっそり斎の写真を撮影する。潮と抱き合う斎の写真も撮影し、美亜を通じてその写真を斎に渡す。斎と美亜の引越しを手伝った際、美亜と斎の関係を心配する。取材中の怪我のためインポテンツになったことをアラフォー軍団に打ち明け驚かれる。強面風の外見とは逆のざっくばらんな性格（第31-38話、第40話、第44話-第45話）。
森　直子（もり　なおこ）
演 - 福井裕子
岩根の妻。シリアからいつ帰国できるかわからない長男・勝一を待ち葬儀を行うために、美由紀の反対を押し切り岩根のエンバーミングを斎に依頼する。エンバーミング後の綺麗な顔の岩根を喜ぶ（第30話-第32話）。
森　美由紀（もり　みゆき）
演 - 葵うらら
岩根と直子の長女。岩根の苦しんだ死に顔をエンバーミングで直せることを知るが、遺体にメスを入れることに抵抗を持ちエンバーミングを反対するが、仕上がりの美しさを喜ぶ（第30話-第32話）。

### その他
国友 聡（くにとも さとし）〈27〉
演 - 内博貴
聖光女子学園数学教師。斎と美波の担任。斎の初恋の人。睫毛が長く美しい顔立ちのため生徒に人気がある。母に先立たれた斉を励ますため、同級生と共に三保の松原などへ連れ出す。自らも若い頃に親を亡くしており、その頃に聞いていたレコード『天国に行きたい』を斎に手渡す。情熱的にアタックする美波にキスをしたが、交際を騒ぎ立てられ退職。浜松市の高校に赴任するが、間も無く交通事故死した。この頃斎は既に海老原家に居たため24年後に美波の口から知ることとなる（第3-5，16話）。
大原鞆音（おおはら　ともね）
演 - 岡まゆみ
徳美が「太夫様」と呼び、心酔しているスピリチュアル占い師。身に着けている物や占いの小物はかなり珍妙なデザインをしている。「つんつんでれでれ、つんでれれ」と始まる奇妙な祈祷を行い、見るからに胡散臭いいでたちをしており、美亜を連れ去る、徳美の部屋で元春のまぐわいをさせる、友也の遺骨を墓から出すなどの奇妙なお告げもするが、奸佞邪知な人物がペンダントを持っておりその者は死ぬ、斎が焼き殺される、東南の方角にその犯人がいるとお告げは的中する。
タイタン･フォーブス〈66→68〉
演 -スコット･マイケル
美波の夫。イタリア人。元町にあるワインバーTITANは外国人の社交場になっており、しばしば斎らも仲間と集っている。店で行われた徳美の葬儀を手伝う。
森口（もりぐち）
演 - 安藤龍
ワインバーTITANのバーテンダー。
元春の叔母
演 - 青木和代
両親を失った元春を引き取り小倉で暮らしていた。夫が死亡した現在は長男のいる千葉県在住。元春の音楽仲間から訃報を知り、徳美の部屋に駆けつけ、子供心に元春に遠慮をさせていたことや、最近元春から徳美の養子になり幸せになると聞き安堵していたと徳美と斎に語る。元春の遺骨を引き取った（第28話）。
元春の音楽仲間
演 - 中村彰一
元春の葬儀に駆けつけ、仲間の演奏をバックに「天国に行きたい」を歌う。美波の店にて行われた徳美の葬儀にもゲストとして呼ばれ「天国へ行きたい」を披露（第28話、第44話）。
範子に雇われた男
演 - お宮の松、内田讓
斎を生きたまま火葬し殺害すべく範子に金で雇われた男。喪服姿で葬儀に紛れ込み、薬品を使用し斎の意識を失わせ、その間に誘拐し棺に入れ霊柩車に運ぶ。報酬の半分は範子から前金で貰ったが、残りの報酬を小切手で渡され激怒。徳美ともみ合いとなり突き飛ばし、その傷が致命傷となり徳美は死亡。逃亡していたが範子の逮捕後に逮捕された（第41話-第43話）。

## スタッフ
- 企画 - 横田誠（東海テレビ）
- 原作・脚本 - 中島丈博
- 音楽 - 森英治
- 音楽制作 - S.E.N.S. Company
- 主題歌 - 塩ノ谷早耶香「一輪花」（キングレコード）
- エンディングテーマ - 中山優馬「愛までがナイフ」（ジャニーズ・エンタテイメント）
- 挿入歌 - 中村彰一「天国に行きたい（I hope to go to HEAVEN）」作詞・中島丈博　作曲・中村彰一
- タイトルバック演出 - 石田純一
- タイトルバックCG - オムニバス・ジャパン
- タイトルバック演出補 - 宝来忠昭
- 広報 - 田中資恵（東海テレビ）、山本章子（東海テレビ）
- 技術協力 - ヴァンシャープ
- 照明協力 - サンライズアート
- 美術協力 - KHKアート
- 装飾 - ケイプランニング
- エンバーミング監修 - ヒューマンケア株式会社
- 音響効果 - スポット
- スタジオ - 東京メディアシティ
- プロデュース - 服部宣之（東海テレビ）、大久保直実（ビデオフォーカス）、堀ノ内俊也（ビデオフォーカス）
- 演出 - 皆川智之、藤木靖之、最知由暁斗
- 制作著作 - ビデオフォーカス
- 制作 - 東海テレビ

## 放送日程
| 放送日程（全45話） | 放送日程（全45話） | 放送日程（全45話） | 放送日程（全45話）            | 放送日程（全45話） |
| 週                 | 各話               | 放送日             | 副題                          | 演出               |
| ------------------ | ------------------ | ------------------ | ----------------------------- | ------------------ |
| 第1週              | 第1話              | 10月28日           | 40代の女性が年下男性に恋!?    | 皆川智之           |
| 第1週              | 第2話              | 10月29日           | アラフォー主婦の危険な恋心!?  | 皆川智之           |
| 第1週              | 第3話              | 10月30日           | 妄想夫が妻の初恋を盗み読み!?  | 皆川智之           |
| 第1週              | 第4話              | 10月31日           | 本当の父は誰?遠い過去の悪夢   | 皆川智之           |
| 第1週              | 第5話              | 11月1日            | 絡みつく視線！不快な愛の理由  | 皆川智之           |
| 第2週              | 第6話              | 11月4日            | 衝撃の告白!秘密のDNA鑑定      | 皆川智之           |
| 第2週              | 第7話              | 11月5日            | 悪夢の連鎖…死神に愛された娘   | 皆川智之           |
| 第2週              | 第8話              | 11月6日            | 最高ッス家出主婦の華麗な変身  | 皆川智之           |
| 第2週              | 第9話              | 10月7日            | 嵐の予感異母兄妹の危険な密会  | 皆川智之           |
| 第2週              | 第10話             | 10月8日            | 狂気の女乱入!悪夢の晩さん会   | 皆川智之           |
| 第3週              | 第11話             | 11月11日           | 隅におけないアラフォー出戻り  | 藤木靖之           |
| 第3週              | 第12話             | 11月12日           | 妖怪ママと彼の奇妙な同居生活  | 藤木靖之           |
| 第3週              | 第13話             | 11月13日           | 自立への第一歩は葬儀の司会!   | 藤木靖之           |
| 第3週              | 第14話             | 11月14日           | 家族ごっこ!?母の愛を感じる時  | 藤木靖之           |
| 第3週              | 第15話             | 11月15日           | 父の嘆き断ち切れない年下の彼  | 藤木靖之           |
| 第4週              | 第16話             | 11月18日           | 幻の微笑よみがえる初恋の人!?  | 最知由暁斗         |
| 第4週              | 第17話             | 11月19日           | 夢見心地大切な二人きりの時間  | 最知由暁斗         |
| 第4週              | 第18話             | 11月20日           | 恋の騒動彼から突然の告白…     | 最知由暁斗         |
| 第4週              | 第19話             | 11月21日           | 面倒な恋心ときめく再会と未練  | 最知由暁斗         |
| 第4週              | 第20話             | 11月22日           | 秘密の恋 出戻り女に宣戦布告   | 最知由暁斗         |
| 第5週              | 第21話             | 11月25日           | 熱い一夜愛の証のペンダント…   | 皆川智之           |
| 第5週              | 第22話             | 11月26日           | お家騒動不可解な男の言い訳!?  | 皆川智之           |
| 第5週              | 第23話             | 11月27日           | 奇襲攻撃悪魔に魅入られた女…   | 皆川智之           |
| 第5週              | 第24話             | 11月28日           | 父の画策年の差婚のススメ!?    | 皆川智之           |
| 第5週              | 第25話             | 11月29日           | 偽装結婚この愛を守るために…   | 皆川智之           |
| 第6週              | 第26話             | 12月2日            | 愛の盗人裏切られた秘密の恋!?  | 藤木靖之           |
| 第6週              | 第27話             | 12月3日            | 偽りの心悪夢のケーキカット    | 藤木靖之           |
| 第6週              | 第28話             | 12月4日            | 罪深い業愛しい人との別れの時… | 藤木靖之           |
| 第6週              | 第29話             | 12月5日            | 別々の道夫婦の仰天秘密を告白  | 藤木靖之           |
| 第6週              | 第30話             | 12月6日            | 破壊宣言危険なスキンシップ?!  | 藤木靖之           |
| 第7週              | 第31話             | 12月9日            | 恋の呪縛復讐の方法は浮気!?    | 最知由暁斗         |
| 第7週              | 第32話             | 12月10日           | 妻の企みまやかしの結婚の結末  | 最知由暁斗         |
| 第7週              | 第33話             | 12月11日           | 誘惑の時崇高な愛と残忍な微笑  | 最知由暁斗         |
| 第7週              | 第34話             | 12月12日           | 愛の純度予期せぬ再会の手引き  | 最知由暁斗         |
| 第7週              | 第35話             | 12月13日           | 爆弾妊娠愛と地獄の夫婦関係!?  | 最知由暁斗         |
| 第8週              | 第36話             | 12月16日           | 深まる謎愛なき夫婦の妊娠騒動  | 藤木靖之           |
| 第8週              | 第37話             | 12月17日           | 愛の余韻家庭崩壊への不吉な影  | 藤木靖之           |
| 第8週              | 第38話             | 12月18日           | 仰天告白スキャンダラスな事実  | 藤木靖之           |
| 第8週              | 第39話             | 12月19日           | 愛の逢瀬魔法の鏡で合える喜び  | 藤木靖之           |
| 第8週              | 第40話             | 12月20日           | 憎悪の女暴走する悪魔の計略    | 藤木靖之           |
| 第9週              | 第41話             | 12月23日           | 迫る危機不吉な予感            | 皆川智之           |
| 第9週              | 第42話             | 12月24日           | 鏡の忠告愛に満ちたキスの代償  | 皆川智之           |
| 第9週              | 第43話             | 12月25日           | 愛の受難前代未聞の奇怪な事件  | 皆川智之           |
| 第9週              | 第44話             | 12月26日           | お護り袋純粋な愛が生んだ悲劇  | 皆川智之           |
| 第9週              | 第45話             | 12月27日           | 愛の罪真実の愛と失った魔力    | 皆川智之           |

## 関連商品
- 森英治 「天国の恋 オリジナル・サウンドトラック」（2013年12月11日発売）

## 小説
中島丈博が自身のドラマ脚本をもとにストーリーを全面的に見直した上で小説化し、「真・天国の恋」と題し『週刊文春』誌上に2014年4月から連載。自身初となる小説の週刊誌連載だったことで納得がいかなかった点など構成からディテールに至るまで大幅に修正し、『ITSUKI 死神と呼ばれた女』（いつき しにがみとよばれたおんな）と改題して2017年1月15日に文藝春秋より刊行された。

### 書誌情報
電子書籍
- 真・天国の恋（2014年8月21日、文春e-Books）
- ITSUKI死神と呼ばれた女（2017年1月27日、文春e-Books）

単行本
- ITSUKI死神と呼ばれた女（2017年1月15日、文藝春秋、ISBN 978-4-16-390587-7）